# Federació de les Tres Classes de Vapor
La Federació de les Tres Classes de Vapor (Tres Classes eren tres oficis i vapor perquè es tractava d'oficis que treballaven amb màquines mogudes per vapor) fou una organització obrera que es va formar a Barcelona l'agost de 1869 amb la federació de les Societats de Teixidors Mecànics, Filadors i Jornalers de les empreses del tèxtil de Barcelona. Fou secretari de la comissió interina Tomàs Valls.

## Creació
L'agost de 1869 es donaren a conèixer en presentar una taula de reivindicació salarial als fabricants de Barcelona. La seva força es va estendre ràpidament per totes les comarques fabrils del Principat i al primer congrés obrer estatal, organitzat pel Centre Federal de Societats Obreres de Barcelona el juny de 1870, ja hi van participar delegats seus de diferents poblacions (Sallent, Sant Andreu, Vilanova i la Geltrú). A finals de desembre de 1870 van celebrar el seu primer congrés en el qual es va aprovar un reglament amb les directrius de la FRE de l'AIT. Aleshores tenien 8.500 afiliats i n'era president Climent Bové i secretari Narcís Mas. Pel març de 1871 es van adherir a la FRE de l'AIT, essent president Climent Bové i secretari Anselm Valentí. Una de les lluites més destacades d'aquest període, entre les promogudes per les Tres Classes de Vapor, fou la vaga de quinze setmanes a Vilanova i la Geltrú i que afectà 1400 obrers.
Els dies 4 i 5 de febrer de 1872 celebraren el seu segon congrés, on aprovaren per unanimitat la reglamentació de les vagues i la federació amb la Societat de Teixidors a Mà, per formar la Unió d'Obrers Manufacturers. Fou elegit president Josep Bragulat i secretari Tomàs Valls. Després, del dia 7 a l'11 de maig de 1872, se celebrà a Barcelona el Congrés constituent de la Unió d'Obrers Manufacturers o Unió Manufacturera, amb assistència de 115 delegats que representaven uns 28.000 afiliats. Es nomenà un Consell Directiu format per 14 membres, que s'establí a Manresa. El cop d'Estat del general Manuel Pavía va desarticular Les Tres Classes de Vapor i també La Unió Manufacturera. A començaments de 1881 les Tres Classes de Vapor es reorganitzen i el mes de maig van tenir lloc unes eleccions per als càrrecs de secretari i representant general; en foren elegits Antoni Casulà i Joan Vidal respectivament.

## Viratge cap al marxisme
La Federació s'anava separant de les posicions bakuninistes de la Primera Internacional i apropant-se a les posicions marxistes. Aquesta tendència provocà l'escissió de la Unió Manufacturera el març de 1882, quan aquesta s'adherí a la FTRE, essent-ne representant general Josep Bragulat. El maig de 1882 patirien una altra escissió per part de la secció de Sabadell, que el gener de 1883 ingressaria a la Unió Manufacturera. L'agost de 1882 –del 13 al 16 d'agost– les Tres Classes de Vapor van assistir a un Congrés Obrer Nacional convocat pels marxistes, fent servir el vell Centre Federal de Societats Obreres de Barcelona i on van participar 123 delegats que representaven 152 societats obreres i uns 15.000 obrers. Les Tres Classes de Vapor, amb 14 delegats i uns 8.000 afiliats, n'era la delegació més nombrosa. S'acordà constituir l'Associación Nacional de Obreros de España, que pretenia agrupar societats obreres i federacions d'ofici, idea sobre la qual es formaria anys més tard la UGT. Tot i així, les Tres Classes de Vapor tampoc seguirien les directrius marxistes, ja que quan l'any 1888 es va fundar la UGT no s'hi van adherir i quan entre el 14 i 21 de juliol de 1889 els socialistes van convocar a París el Congrés que fundaria la Segona Internacional, els representants de les Tres Classes de Vapor anirien al Congrés del Possibilistes (amb les Trade-Unions angleses, també a París entre el 15 i el 20 de juliol). El 1890 van respondre al locaut dels fabricants de Manresa declarant en vaga les seccions de Barcelona i 22 localitats més del Principat, afectant més de 50.000 obrers del 22 al 31 de març.
La vaga va rebrotar quan el dia 12 de juliol foren acomiadats de les fàbriques de Manresa els representants de les Tres Classes de Vapor. La vaga de protesta que es va decretar, quasi improvisadament, fou seguida no solament per les seccions de les Tres Classes de Vapor sinó que s'hi afegiren les del cotó, paletes, manyans, tintorers, cinters, fusters i sabaters. Però amb l'ajut del govern i la repressió policial, aquesta segona part de la vaga fou un desastre per a les Tres Classes de Vapor, que anà perdent afiliats i seccions. A finals de 1890 s'escindirien les seccions de Manresa i de Sant Martí de Provençals. L'any 1895 la Unió Fabril Cotonera, organització de Mataró i la seva comarca, deixà la Federació i ingressà a la UGT. L'any 1909, en una assemblea de la Federació de l'Art Fabril de Catalunya a Barcelona, hi consta que hi van assistir representants de les Tres Classes de Vapor de Torelló, Sant Martí de Provençals, Badalona i Manresa, sense una clara relació orgànica entre ells. Les seccions de la Federació s'anaren dissolent i integrant entre la UGT i la CNT.
L'entitat havia arribat a tenir trenta mil membres l'any 1886 i un òrgan de premsa, El Obrero.